# جزیره بولشوی بگیچف
جزیره بولشوی بگیچف (روسی: Большой Бегичев) یک جزیره در شمال استان یاقوتستان کشور روسیه است.